# Mindanao (rivier)
De Mindanao ook bekend als de Rio Grande de Mindanao is een rivier op het Filipijnse eiland Mindanao. Zij heeft na de Cagayan het grootste stroomgebied van het land. De rivier vervult voor de landbouw een belangrijke functie als transportas.
De hoofdbron van de Mindanao bevindt zich in de bergen van Impasug-Ong in Bukidnon, waar de rivier de naam Pulangi draagt. Na het samenstromen met de Kabacan wordt de waterweg Mindanao genoemd. De rivier stroomt door een weidse en vruchtbare vlakte in Centraal-Mindanao voordat ze uitmondt in de Golf van Moro.
- Bibliothèque nationale de France: cb120342686 (data)
- Système universitaire de documentation: 028523458
- Virtual International Authority File: 116144648596782560897